# Palas (Rebsorte)
Palas ist eine deutsche, neu gezüchtete Rotweinsorte. Sie entstand aus einer Kreuzung der Sorten Blaufränkisch und Teinturier du Cher, die im deutschen Sprachgebrauch auch Rubintraube genannt wird. Die ursprünglichen Angaben der Züchter Bernhard Schleip und Bernd H.E. Hill, es handele sich um eine Kreuzung von Trollinger und Rubintraube, konnten in der Zwischenzeit durch eine DNA-Analyse widerlegt werden.
Sie wurde 1969 von der Staatlichen Lehr- und Versuchsanstalt für Wein- und Obstbau in Weinsberg vorgestellt. Im Jahr 2001 gab es in Deutschland eine bestockte Rebfläche von ca. 8 Hektar. Patin der Rebsorte ist Gerdi Staiblin, ehemalige Ministerin im Ministerium für Ernährung und Ländlichen Raum Baden-Württemberg.
Die Rebsorte Palas ist eine Kreuzung aus den Rebsorten Blaufränkisch x Teinturier du Cher (auch Rubintraube genannt) und wurde ab dem Jahre 1984 im Versuchsanbau erprobt, 2002 wurde der Sortenschutz beim Bundessortenamt bewilligt.
Die Zuchtnummer der Sorte ist WE 69-633-14 F.

## Ampelographische Sortenmerkmale
In der Ampelographie wird der Habitus folgendermaßen beschrieben:
- Die Triebspitze ist offen.
- Die mittelgroßen fünfeckigen Blätter sind fünflappig und kaum gebuchtet. Die Stielbucht ist U-förmig offen. Das Blatt ist gezahnt.
- Die Traube ist mittelgroß und mittel-dichtbeerig. Die rundlichen Beeren sind mittelgroß.

Die Rebsorte reift ca. 6–10 Tage nach dem Gutedel und gilt somit in Deutschland als spät reifend; im internationalen Vergleich gilt sie als eine der frühreifenden roten Rebsorten. Gegenüber dem Echten Mehltau und dem Falschen Mehltau ist sie mäßig anfällig. Sie wird zudem manchmal von der Rohfäule befallen.
Die Sorte erbringt dunkle, rubinrote Weine und ist ähnlich der Rebsorte Cabernet Mitos vor allem als Deckwein-Sorte in Verschnitten geeignet. Die Rebe verfügt über eine gute Winterhärte, geschmacklich sind die Weine neutral, weinig und angenehm.